# Lungefisk
Lungefisk (latin: Dipnoi) kan enten have en eller to lunger. I dag  lever seks arter. Lungefisk er fundet som forsteninger fra 400 millioner år siden. Der findes to typer lungefisk:
- Fisk, der er obligate luftåndere, og
- fisk dem som kun bruger deres lunger i stressede situationer til at supplere iltforsyningen i iltfattigt vand.

## Neoceratodus
Neoceratodus, den australske lungefisk har kun én lunge. Der ses dog i fosterstadiet en struktur, der kunne minde om en rudimentær lunge. Derfor menes det, at der engang har været to lunger, som det ses hos bl.a. Protoperus, den afrikanske lungefisk. Neoceratodus ånder under normale forhold udelukkende ved hjælp af gæller og huden. Falder iltkoncentrationen i vandet, vil den først forøge sin gælleventilation og derefter bruge sin lunge, hvis det bliver nødvendigt. Det er observeret, at lungen også bruges under parringstiden og ved anden stor fysisk aktivitet.

## Protopterus
Protopterus, den Afrikanske lungefisk, er en luftåndende fisk med to lunger, der ikke kan leve uden atmosfærisk luft. Gællerne er stærkt reducerede i forhold til den australske lungefisk. I vandet trækker den vejret i intervaller på 5–7 minutter. Tages fisken derimod op af vandet, er den nødt til at tage en indånding hvert 1–3 minut. Under normale forhold får den afrikanske lungefisk 90% af sin ilt ved hjælp af lungeventilationen. Resten af ilten optages over huden og gællerne.

## Andre luftåndingsorganer hos fisk
Anabanthiderne er en gruppe af fisk, som supplerer deres gælleåndedræt med en såkaldt labyrint, der virker som en lunge, men ved passiv diffusion, og sætter dem i stand til at overleve i en mudret vandpyt.
- Wikimedia Commons har flere filer relateret til Lungefisk